# 1620 Geographos
1620 Geographos è un asteroide near-Earth del diametro medio di circa 2,5 km. Scoperto nel 1951, presenta un'orbita caratterizzata da un semiasse maggiore di 1,2452602 au e un'eccentricità di 0,3354012, inclinata di 13,33746° rispetto all'eclittica.
L'asteroide è dedicato alla National Geographic Society e ai geografi in genere. Geographos avrebbe dovuto essere esplorato nel 1994 nel corso della missione Clementine della NASA; ma la missione non poté essere effettuata per un malfunzionamento.

## Caratteristiche
1620 Geographos è un asteroide areosecante, NEA del gruppo Apollo; ha una composizione pietrosa, principalmente silicati, nichel, ferro, magnesio: il che ne permetta la classificazione come asteroide di tipo S.
La sua morfologia fu studiata a lungo nel 1994, durante il suo massimo avvicinamento alla Terra (condizione che si verificherà nuovamente nel 2586), per mezzo di un radar al Deep Space Network del Goldstone. Vennero ottenute immagini le quali rivelarono che 1620 Geographos è l'oggetto di forma più allungata del sistema solare, misurando 5,1 × 1,8 km.